# Hatohobei (plaats)
Hatohobei (Engels: Tobi) is de hoofdplaats van de Palause staat Hatohobei. Het dorp is gelegen aan de zuidwestzijde van het hoofdeiland Hatohobei en telt 41 inwoners (2005), ofwel meer dan negentig procent van de bevolking van de gehele staat. 
Hatohobei is het enige dorp op het eiland en, aangezien de drie personen op Helen Reef gezamenlijk in een enkel wachtstation verblijven, van de hele staat. 

## Vervoer
Daar de Zuidwesteilanden in het geheel niet over een luchthaven beschikken, geschiedt vervoer vanuit de rest van het land en naar het Helenrif uitsluitend per boot. De M/V Atoll Way, een schip in het bezit van de staatsoverheid, verzekert het vervoer tussen Hatohobei en 's lands grootste stad Koror.